# Florence Deeks
Florence Amelia Deeks (1864–1959) fue un profesora canadiense y escritora. Es conocida por acusar al autor británico H. G. Wells de haber plagiado su trabajo ("The Web of the World's Romance"), cuando escribió El Esbozo de Historia. Deeks envió su manuscrito a la editorial MacMillan que rechazó su publicación. Años después Deeks leyó el libro de H.G.Wells, publicado por la misma editorial y decidió demandar a la editorial y a Wells.
El caso fue finalmente resuelto por el tribunal más alto del Imperio británico, que rechazó la reclamación de Deeks. El manuscrito de Deeks nunca fue publicado.

## Primeros Años
Florence Amelia Deeks nació en 1864 y creció  en Morrisburg, Ontario, en el seno de una familia religiosa. Su madre, Melinda, era un ferviente defensora de la educación. Su hermano George inventó una  nueva técnica para poner vías de ferrocarril, lo que le permitió obtener una pequeña fortuna. Una fortuna que sirvió de soporte financiero a la familia durante años (incluyendo el soporte legal para la demanda interpuesta por su hermana Florence contra Wells). Durante  años, Florence pudo viajar por toda  Europa y América, estudiando literatura y arte. 
Cuándo Florence contaba treinta años fue admitida en la  Universidad de Toronto.  Tras cursar sus estudios universitarios fue profesora en la Universidad Presbiteriana de Señoras.
Deeks probablemente se unió la asociación de Arte de las Mujeres de Canadá a mediados de los años 1890, a pesar de que el primer registro es de 1903. En 1912  preparó un "croquis histórico" de los primeros años de la asociación. además fue muy activa en otros grupos de trabajo de la mencionada asociación. Fue la secretaria del club Liberal de las mujeres de Toronto.

## Web del idilio del Mundo
Deeks decidió escribir una historia del mundo donde se mostrasen  las contribuciones que las mujeres habían hecho a las civilizaciones. Su objetivo era demostrar la importancia de mujeres como Lucrezia de' Medici, Isabel I de Inglaterra y Margarethe, madre de Martín Lutero. Así, dedicó cuatro años a investigar y escribir, contando con el soporte y ayuda de su madre, hermanas y hermano. El manuscrito de La Web del idilio del Mundo estuvo finalizado en febrero de 1918. Deeks se lo envió a la editorial  Macmillan de Canadá, preguntando a la editorial, incluso,  si podía existir alguna objeción por haber utilizado extractos del libro "Una breve historia del pueblo inglés", escrito por John Richard. Deeks confió el manuscrito a Macmillan en agosto de 1918,  que se lo devolvió a Deeks en abril de 1919. El manuscrito, que había sido rechazado por la editorial, se encontraba en mal estado.

### Luchas legales
Tiempo después Deeks encontró el libro de H. G. Wells  El Esbozo de Historia (publicado 1919-1920), y encontró grandes semejanzas con su manuscrito. Aunque no tenía ninguna prueba de que Wells hubiera visto su manuscrito, Deeks dedicó un tiempo consultando con expertos y analizando las posibles semejanzas. El reverendo. William Andrew Irwin,  profesor asociado de Literatura y Lenguas del viejo Testamento en la Universidad de Toronto, se comprometió en la investigación.  Irwin estaba muy interesado en aplicar los mismos métodos de comparación y análisis textuales que utilizaba habitualmente en sus estudios de literatura clásica. Llegó a la conclusión de que podían encontrarse numerosas pruebas de plagio.
Deeks presentó su demanda en 1928. Deeks alegó violación de los derechos de autor, pero en esencia, alegó abuso de confianza en el uso de su manuscrito sin consentimiento demandando a H.G. Wells y a la editorial por daños y perjuicios por un valor de 500,000 dólares canadienses, en el Tribunal Supremo de Ontario. El juez de primera instancia, Raney, encontró que los resultados de Irwin eran "hipótesis fantásticas ... tonterías solemnes ... comparaciones sin importancia." Su caso fue rechazado. Deeks entonces apeló al "Appellate División del Ontario" del  Tribunal Supremo, compareciendo en su propio nombre sin abogado.  La División de Apelaciones desestimó por unanimidad la apelación.
Deeks finalmente apeló al Comité Judicial del Privy Council en Londres, el último tribunal de apelaciones del Imperio Británico. Deeks ya no podía pagar un abogado, por lo que argumentó su propio caso ante el Comité Judicial el 1 de octubre de 1932. Un mes después, el 3 de noviembre de 1932, el Comité Judicial desestimó su apelación. Lord Atkin afirmó que las pruebas presentadas sobre la base de la crítica literaria no eran admisibles en un tribunal de justicia y confirmó las decisiones de los tribunales inferiores..[14][15]

### Valoración
Aunque la redacción de los dos libros rara vez es idéntica, en algunos casos aparecen los mismos errores en ambos libros. Sin embargo, se juró en el juicio que el manuscrito permaneció en Toronto bajo la custodia de Macmillan, y que Wells ni siquiera sabía que existía, y mucho menos lo había visto. El tribunal no encontró pruebas de copia y decidió que las similitudes se debían al hecho de que los libros tenían una naturaleza similar y ambos escritores tenían acceso a las mismas fuentes.
Es posible que el caso se haya perdido en parte debido al prejuicio contra Deeks como mujer. La falta de conexiones influyentes de Deeks también puede haber sido un factor. Un libro de 2001 de A. B. McKillop, un historiador canadiense, explora el caso en detalle. Aunque el autor cree claramente que Wells plagió el trabajo de Deeks, no presenta ninguna prueba definitiva. Tres años después de la aparición del libro de McKillop, Denis Magnusson, profesor emérito y exdecano de derecho en la Queen's University, Kingston, escribió un artículo respondiendo a la tesis de McKillop. Magnusson concluyó que, si bien Deeks pudo haber recibido algún trato discriminatorio por parte de los abogados en el caso, los tribunales la trataron de manera justa. Él concluye que ella tenía un caso débil, y los tribunales hubieran fallado un resultado similar si el caso se presentara en este momento.

## Muerte
Deeks murió en 1959, a los 95 años de edad.